# Texas Legends
O Texas Legends é um clube de basquetebol profissional estadunidense sediado em Frisco, Texas, fundado em 2006. É afiliado ao Dallas Mavericks. Eles jogam na Conferências Oeste na NBA Development League (NBA D-League), uma liga pra jogadores em desenvolvimento para subir à National Basketball Association (NBA). O clube atuou com o nome Colorado 14ers até 2009.